# Список эпизодов телесериала «Компаньоны»
Список серий американского комедийно-драматического телесериала «Компаньоны», созданного Кевином Фоллсом и Биллом Чейзом. Сериал показывался на телеканале TNT с 1 июня 2011 года по 22 октября 2014 года.
Джаред Франклин и Питер Бэш — два адвоката-самородка. После победы над Дэмиен Карп были приняты на работу Стэнтоном Инфелдом, старшим партнером престижной юридической фирмой «Инфелд Дэниелс», чтобы вдохнуть в фирму жизнь. Франклину и Бэшу помогает Кармен Филлипс, бывшая осужденная на условно-досрочном сроке, которая помогает с фоновыми исследованиями по делам, и Пиндар Сингх, гений с агорафобией.
Согласившись работать на «Инфелд Дэниелс», Франклину и Бэшу было обещано, что они будут работать по-прежнему и над такими же делами, что и прежде, но при поддержке юридической фирмы. Франклин и Бэш оправдывают себя и оказываются блестящими адвокатами, к большому огорчению Дэмиена Карпа и его бывшей подружки Ханны Линден.

## Обзор
| Сезон | Сезон | Эпизоды | Оригинальная дата показа | Оригинальная дата показа |
| Сезон | Сезон | Эпизоды | Премьера сезона          | Финал сезона             |
| ----- | ----- | ------- | ------------------------ | ------------------------ |
|       | 1     | 10      | 1 июня 2011              | 3 августа 2011           |
|       | 2     | 10      | 5 июня 2012              | 14 августа 2012          |
|       | 3     | 10      | 19 июня 2013             | 14 августа 2013          |
|       | 4     | 10      | 13 августа 2014          | 22 октября 2014          |

## Список серий

### Сезон 1 (2011)
| № общий | № в сезоне | Название                                                                | Режиссёр       | Автор сценария          | Дата премьеры  | Зрители в США (млн) |
| ------- | ---------- | ----------------------------------------------------------------------- | -------------- | ----------------------- | -------------- | ------------------- |
| 1       | 1          | «Pilot» «Пилот»                                                         | Джейсон Энслер | Кевин Фоллс и Билл Чейз | 1 июня 2011    | 2,74                |
| 2       | 2          | «She Came Upstairs To Kill Me» «Она поднялась наверх, чтобы убить меня» | Джейсон Энслер | Джефф Рэйк              | 8 июня 2011    | 2,61                |
| 3       | 3          | «Jennifer of Troy» «Дженнифер Троянская»                                | Эндрю Флеминг  | Дэна Кэлво              | 15 июня 2011   | 2,88                |
| 4       | 4          | «Bro-Bono» «Выручить друга»                                             | Джейсон Энслер | Кевин Фоллс и Билл Чейз | 22 июня 2011   | 2,76                |
| 5       | 5          | «You Can't Take It With You» «Ты не можешь забрать это с собой»         | Эндрю Флеминг  | Мэтт МакГунес           | 29 июня 2011   | 2,54                |
| 6       | 6          | «Big Fish» «Крупная рыба»                                               | Фред Сэвидж    | Кристи Корзэк           | 6 июля 2011    | 2,58                |
| 7       | 7          | «Franklin vs. Bash» «Франклин против Бэша»                              | Стив Робин     | Билл Крэбс              | 13 июля 2011   | 2,54                |
| 8       | 8          | «The Bangover» «Затянувшийся взрыв»                                     | Стив Робин     | Сэнди Исаак             | 20 июля 2011   | 2,34                |
| 9       | 9          | «Bachelor Party» «Мальчишник»                                           | Джейсон Энслер | Эдан Бэбиш              | 27 июля 2011   | 2,84                |
| 10      | 10         | «Go Tell It on the Mountain» «Иди и скажи это на горе»                  | Джейсон Энслер | Билл Чейз               | 3 августа 2011 | 2,54                |

### Сезон 2 (2012)
| № общий | № в сезоне | Название                                          | Режиссёр          | Автор сценария                | Дата премьеры   | Зрители в США (млн) |
| ------- | ---------- | ------------------------------------------------- | ----------------- | ----------------------------- | --------------- | ------------------- |
| 11      | 1          | «Strange Brew» «Странный напиток»                 | Джейсон Энслер    | Мэтт МакГунес                 | 5 июня 2012     | 3,07                |
| 12      | 2          | «Viper» «Гадюка»                                  | Тимоти Басфилд    | Дэна Кэлво                    | 12 июня 2012    | 2,89                |
| 13      | 3          | «Jango and Rossi» «Джанго и Росси»                | Джейсон Энслер    | Кевин Фоллс и Брекин Мейер    | 19 июня 2012    | 2,95                |
| 14      | 4          | «For Those About to Rock» «Для тех, кто зажигает» | Аллан Аркаш       | Билл Чейз                     | 26 июня 2012    | 3,57                |
| 15      | 5          | «L'affaire De La Coeur» «Дела сердечные»          | Кевин Брай        | Билл Крэбс                    | 3 июля 2012     | 3,20                |
| 16      | 6          | «Voir Dire» «Предварительный допрос свидетеля»    | Джон Лэндис       | Кевин Фоллс и Билл Чейз       | 10 июля 2012    | 2,72                |
| 17      | 7          | «Summer Girls» «Летние девчонки»                  | Элизабет Аллен    | Эдан Бэбиш                    | 17 июля 2012    | 2,88                |
| 18      | 8          | «Last Dance» «Последний танец»                    | Джейсон Александр | Кристи Корзеэ и Мэтт МакГунес | 24 июля 2012    | 2,54                |
| 19      | 9          | «Waiting on a Friend» «Ожидание друга»            | Колин Бакси       | Патрик Шихан и Билл Чейз      | 31 июля 2012    | 2,16                |
| 20      | 10         | «650 to SLC» «650 для СЛК»                        | Элизабет Аллен    | Дэна Кэлво и Кевин Фоллс      | 14 августа 2012 | 2,82                |

### Сезон 3 (2013)
| № общий | № в сезоне | Название                                       | Режиссёр          | Автор сценария                                                     | Дата премьеры   | Зрители в США (млн) |
| ------- | ---------- | ---------------------------------------------- | ----------------- | ------------------------------------------------------------------ | --------------- | ------------------- |
| 21      | 1          | «Coffee and Cream» «Кофе и крем»               | Майк Листо        | Билл Чейз и Мэтт МакГунес                                          | 19 июня 2013    | 1,97                |
| 22      | 2          | «Dead and Alive» «Мертвый и живой»             | Джей Чандрашекхар | Билл Крэбс и Кевин Фоллс                                           | 19 июня 2013    | 1,97                |
| 23      | 3          | «Good Lovin'» «Хорошая любовь»                 | Арлин Сэнфорд     | Джейми Пачино                                                      | 26 июня 2013    | 2,20                |
| 24      | 4          | «Captain Johnny» «Капитан Джонни»              | Ричи Кин          | Никки Рена и Мэтт МакГунес                                         | 3 июля 2013     | 2,20                |
| 25      | 5          | «By the Numbers» «Судя по цифрам»              | Арлин Сэнфорд     | Джейми Пачино                                                      | 10 июля 2013    | 2,18                |
| 26      | 6          | «Freck» «Угонщик машин»                        | Колин Бакси       | Ричард Хьюетт и Кевин Фоллс                                        | 17 июля 2013    | 1,96                |
| 27      | 7          | «Control» «Контроль»                           | Майкл Цимберг     | История: Мэтт МакГунес Телесценарий: Джейми Пачино и Мэтт МакГунес | 24 июля 2013    | 2,14                |
| 28      | 8          | «Out of the Blue» «Как гром среди ясного неба» | Джефф Блекнер     | Билл Крэбс                                                         | 31 июля 2013    | 2,30                |
| 29      | 9          | «Shoot to Thrill» «Предупредительный выстрел»  | Дэвид Пеймер      | Билл Чейз                                                          | 7 августа 2013  | 2,06                |
| 30      | 10         | «Gone in a Flash» «Исчезнувший во вспышке»     | Майк Листо        | Кевин Фоллс                                                        | 14 августа 2013 | 2,17                |

### Сезон 4 (2014)
| № общий | № в сезоне | Название                                                   | Режиссёр           | Автор сценария               | Дата премьеры    | Зрители в США (млн) |
| ------- | ---------- | ---------------------------------------------------------- | ------------------ | ---------------------------- | ---------------- | ------------------- |
| 31      | 1          | «The Curse of Hor-Aha» «Проклятие Хор-Аха»                 | Кевин Брай         | Билл Чейз и Кевин Фоллс      | 13 августа 2014  | TBA                 |
| 32      | 2          | «Kershaw vs. Lincecum» «Кершоу против Линкекума»           | Пол Холахан        | Дэна Кэлво                   | 20 августа 2014  | 1,20                |
| 33      | 3          | «Love is the Drug» «Любовь это наркотик»                   | Дэвин Гроссман     | Билл Крэбс                   | 27 августа 2014  | 1,29                |
| 34      | 4          | «Good Cop/Bad Cop» «Хороший коп и плохой коп»              | Ричи Кин           | Мэтт МакГунес                | 3 сентября 2014  | 1,25                |
| 35      | 5          | «Deep Throat» «Глубокая глотка»                            | Колин Бакси        | Алекс Бергер                 | 10 сентября 2014 | 1,27                |
| 36      | 6          | «Dance the Night Away» «Танцы ночь напролёт»               | Билл Чейз          | Билл Чейз                    | 17 сентября 2014 | 1,52                |
| 37      | 7          | «Honor Thy Mother» «Почитай мать свою»                     | Марк-Пол Госселаар | Брекин Мейер и Кевин Фоллс   | 24 сентября 2014 | 1,17                |
| 38      | 8          | «Falcon's Nest» «Гнездо ястреба»                           | Майк Листо         | Алекс Бергер и Дениз Харкави | 1 октября 2014   | 0,79                |
| 39      | 9          | «Spirits in the Material World» «Души в материальном мире» | Арлин Сэнфорд      | Билл Чейз и Патрик Шихан     | 15 октября 2014  | 0,88                |
| 40      | 10         | «Red or Black» «Красное или чёрное»                        | Ричи Кин           | Билл Чейз и Билл Крэбс       | 22 октября 2014  | 0,98                |